# Podsolización
Podsolisación es una forma extrema de lixiviación que provoca la eluviación de sesquióxidos de hierro y aluminio. Se reconoce en general un rol de la materia orgánica del suelo en la podsolización aunque en detalle se han propuesto varios procesos biogeoquímicos. Algunos de estos procesos, aunque parezcan contradictorios entre sí, podrían operar de forma simultánea.
El proceso generalmente ocurre en áreas donde la precipitación es mayor que la transpiración. Los minerales se eliminan mediante un proceso conocido como lixiviación.
Cuando la materia orgánica se descompone, se liberan nutrientes, pero al mismo tiempo se liberan ácidos orgánicos. Estos ácidos orgánicos son conocidos como agentes quelantes. Muchos suelos podsol se forman debajo de los bosques de coníferas, el hecho de que los pinos sean de hoja perenne provoca una capa de hojarasca muy delgada que inhibe la producción de humus. Como resultado se produce un mor humus ácido (pH 4,5) que aporta una mayor cantidad de agentes quelantes.

## Horizonte A
En la podsolización, los agentes quelantes descomponen la arcilla y liberan minerales como el hierro y el aluminio. Cuando el hierro y el aluminio se hidratan se convierten en sesquióxidos. Los sesquióxidos se translocan desde el Horizonte A, una zona de lavado exterior, al Horizonte B, una zona de iluviación. Muchas bases como calcio y potasio también se lixivian de la zona junto con materia orgánica y sílice. A menudo, los minerales como el cuarzo y la sílice se quedan atrás en el horizonte A. Lo que es significativamente diferente de los podsoles en comparación con otros suelos es que la parte inferior del horizonte A se conoce como horizonte AE, que es un área eluviada que ha perdido sesquióxidos. Suele ser de color gris ceniza.

## Horizonte B
El Horizonte B tiene una capa oscura donde los minerales, la materia orgánica y las bases están siendo iluviados (lavados/acumulados). Debajo de esto hay una capa roja/naranja de depósito de sesquióxidos de hierro y aluminio. Algunas bases permanecen en el suelo, aunque otras pueden perderse por el flujo continuo. En muchos podsols, se crean Iron Pans. Esto puede causar un anegamiento que luego puede saturar el horizonte A y provocar un moteado.